# SK 베베런
SK 베베런(Sportkring Beveren)은 벨기에 베베런을 연고로 하는 축구 클럽으로 현재 챌린저 프로 리그에 참가하고 있다.

## 연혁
1936년에 'KFC 레드스타 하스동크'로 설립되었으며, 2002년에 'KV 레드스타 바슬란트'로 명칭을 변경하였다. 2010년에 KSK 베베런과 합병하여 오늘날에 이른다.

## 선수 명단

### 현역
참고: FIFA 자격 규정에 따라 소속된 국가대표팀 국기를 표시합니다. 선수는 복수의 FIFA 비회원국 국적을 가지고 있을 수 있습니다.
| 번호 | 포지션 | 국적              | 이름              |
| ---- | ------ | ----------------- | ----------------- |
| 1    | GK     |                   | 보 로이스         |
| 4    | DF     | 트리니다드 토바고 | 쉘던 바테아우     |
| 5    | MF     |                   | 에베르통 루이스   |
| 10   | FW     |                   | 안토니 림봄베     |
| 13   | DF     | 모로코            | 아메드 카티르     |
| 23   | MF     | 세네갈            | 말릭 폴           |
| 32   | DF     | 크로아티아        | 야코브 필리포비치 |

| 번호 | 포지션 | 국적     | 이름              |
| ---- | ------ | -------- | ----------------- |
| 77   | FW     | 튀르키예 | 휘세인 에르튜르크 |

### 역대
틀:SK 베베런
틀:SK 베베런 감독